# Omar en Omar
Omar en Omar is een hoorspel van Günter Eich. Omar und Omar oder Der Ring des Kalifen werd op 25 augustus 1957 uitgezonden door de Norddeutscher Rundfunk. De NCRV zond het uit op maandag 6 september 1961 (met herhalingen op maandag 8 juli 1963 en vrijdag 27 september 1968). De vertaling was van E. Woltjer en de muziek van Simon Pluister werd uitgevoerd door Jan Marinus (trompet) en Joep Vogtschmidt (violoncello). De regisseur was Johan Bodegraven. Het hoorspel duurde 55 minuten.

## Rolbezetting
- Johan Wolder (de kalief-sjouwer)
- Hans Veerman (de sjouwer-kalief)
- Constant van Kerckhoven (de wesir)
- Donald de Marcas (de slaaf)
- Tine Medema (Schamsa, de vrouw)
- Elly den Haring, Trudy Libosan & Ingrid van Benthem (de kinderen)
- Tonny Foletta (de kapitein)
- Alex Faassen (de matroos)
- Harry Bronk (de koopman)
- Joke Hagelen (de portierster)
- Chiel de Kruijf & Alex Faassen jr. (verdere medewerkenden)

## Inhoud
In dit spel over een kalief en een lastdrager, die beiden Omar heten, sleept de kalief in zijn dromen lasten en hij overweegt hoe men het werk van de lastdragers zou kunnen verlichten. De lastdrager bestuurt het land in zijn slaap soeverein en wijs. Allah beschikt het, dat Omar de kalief en Omar de lastdrager elkaar ontmoeten. De ene glipt in het bestaan van de andere en beiden leiden voortaan een gelukkig leven…